# Tsukuba (1905)

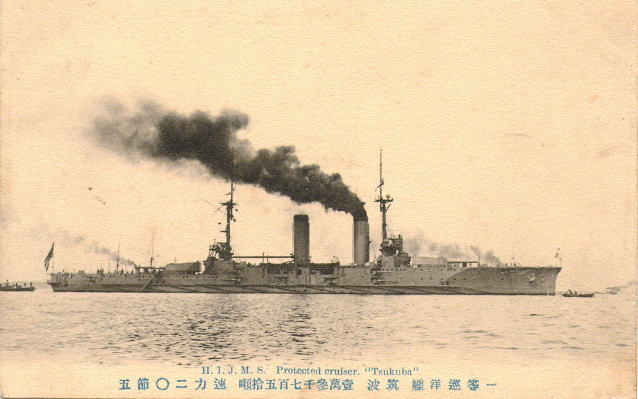
"Tsukuba"

Tsukuba (筑波) – japoński krążownik pancerny z okresu I wojny światowej typu Tsukuba. Okrętowi nadano imię góry Tsukuba, znajdującej się w prefekturze Ibaraki. Bliźniaczym okrętem był oddany do służby w 1908 "Ikoma".

## Historia
Okręty typu Tsukuba miały być nowymi japońskimi krążownikami pancernymi, bazującymi na doświadczeniach wojny rosyjsko-japońskiej i zastępujące utracone podczas niej pancerniki „Yashima” i „Hatsuse”. W porównaniu do dotychczasowych jednostek tej klasy miały wyjątkowo silna artylerię, w postaci 4 dział kalibru 305 mm, typowo przenoszonego przez pancerniki. O ich budowie zdecydowano w czerwcu 1904. Stępkę pod budowę pierwszego okrętu położono 14 stycznia 1905 w Stoczni Marynarki Wojennej w Kure. Budowę okrętu obserwowali amerykańscy obserwatorzy wojskowi, którzy byli zaskoczeni szybkim postępem prac. Wodowanie nastąpiło już 26 grudnia 1905, a wejście do służby miało miejsce 14 stycznia 1907. 28 sierpnia 1912 okręty typu Tsukuba zostały przeklasyfikowane na krążowniki liniowe, mimo że miały słabsze uzbrojenie i mniejszą prędkość. Na próbach "Tsukuba" uzyskał prędkość 20,5 węzła i moc 20.736 indykowanych KM. Cierpiał jednak w toku służby na usterki związane z pośpieszną budową.
Po wejściu do służby celem pierwszej podróży zagranicznej były Stany Zjednoczone, gdzie okręt wziął udział w obchodach 300 rocznicy założenia osady w Jamestown. Powrócił do Japonii przez Portsmouth w Anglii (gdzie wyposażono go w system kierowania ogniem) i Kanał Sueski. W kolejnych latach "Tsukuba" brał udział w licznych ćwiczeniach i pokazach organizowanych przez Japońską Cesarską Marynarkę Wojenną. Podczas I wojny światowej okręt działał w rejonie Oceanu Indyjskiego i południowego Pacyfiku, wspierając siły brytyjskie w ramach sojuszu angielsko-japońskiego. 
14 stycznia 1917 na stojącym w porcie Yokosuka okręcie eksplodowały komory amunicyjne. Na okręcie wybuchł gwałtowny pożar, co doprowadziło do zatonięcia w płytkiej wodzie. Zginęło 305 marynarzy. Pomimo zdarzających się samoistnych wybuchów tego rodzaju na okrętach japońskich, związanych z niestabilnością chemiczną ładunków miotających z kordytem, według ustaleń śledztwa, pożar został spowodowany celowo przez marynarza, który chciał popełnić samobójstwo. Okręt został następnie w 1918 roku podniesiony z dna i złomowany. Z listy floty skreślono go 1 września 1917.
Warto zauważyć, że zatonięcie miało miejsce w rocznicę położenia stępki i wejścia do służby.